# مراتیشیچ
مراتیشیچ (به صربی: Mratišić) یک منطقهٔ مسکونی در صربستان است که در میونیتسا واقع شده‌است.